# Julia Grabher
Julia Grabher (Dornbirn, 2 luglio 1996) è una tennista austriaca.

## Carriera
Julia Grabher ha vinto 16 titoli in singolare e 8 titoli in doppio nel circuito ITF in carriera. Il 26 giugno 2023 ha raggiunto il best ranking in singolare raggiungendo la 54ª posizione mondiale, mentre il 29 agosto 2016 ha raggiunto la 387ª posizione in doppio.
Fa parte della squadra austriaca di Fed Cup compiendo il suo debutto nel 2015, dove ha un bilancio complessivo di 9 vittorie e 26 sconfitte.
Ha fatto il suo debutto nel circuito maggiore alla Nürnberger Gastein Ladies 2014, dove ha ricevuto una wildcard per le qualificazioni, uscendone subito sconfitta dalla uzbeka Nigina Abduraimova in due parziali. Anni dopo, riceve una wildcard per l'Upper Austria Ladies Linz 2019 compiendo il suo debutto in un main draw, ma viene subito eliminata dalla slovacca Viktória Kužmová.
L'11 settembre 2022, Julia vince il primo titolo WTA 125 della carriera in singolare all'Open delle Puglie, giocato a Bari, dove ha sconfitto in finale la giocatrice italiana Nuria Brancaccio con il punteggio di 6-4, 6-2.
Al Grand Prix SAR La Princesse Lalla Meryem 2023, Grabher raggiunge la prima finale WTA della carriera, dopo aver sconfitto in semifinale l'emergente argentina Julia Riera,, mentre in finale è opposta ad un'altra italiana Lucia Bronzetti e dopo una battaglia durata ben 2 ore e 48 minuti, l'austriaca è costretta a cedere per 5-7 al terzo set, sfumando così il suo primo marchio nel circuito.
Poco prima degli US Open 2023, Julia subisce un infortunio al polso che la costringe di ritirarsi dal torneo e di chiudere in anticipo la stagione. Dopo sei mesi dall'intervento, Grabher fa il suo rientro durante il WTA 125 al Megasaray Hotels Open 2024, dove la sua corsa si arresta al primo turno.

## Statistiche WTA

### Singolare

#### Sconfitte (1)
| Legenda              |
| -------------------- |
| Grande Slam (0)      |
| Argenti Olimpici (0) |
| WTA Finals (0)       |
| WTA Elite Trophy (0) |
| Dal 2021             |
| WTA 1000 (0)         |
| WTA 500 (0)          |
| WTA 250 (1)          |

| N. | Data           | Torneo              | Superficie  | Avversaria in finale | Punteggio     |
| 1. | 27 maggio 2023 | Marocco Open, Rabat | Terra rossa | Lucia Bronzetti      | 4-6, 7-5, 5-7 |

## Circuito WTA 125

### Singolare

#### Vittorie (1)
| N. | Data              | Torneo                  | Superficie  | Avversaria in finale | Punteggio |
| 1. | 11 settembre 2022 | Open delle Puglie, Bari | Terra rossa | Nuria Brancaccio     | 6-4, 6-2  |

## Statistiche ITF

### Singolare

#### Vittorie (16)
| Torneo $100.000 (1) |
| Torneo $80.000 (0)  |
| Torneo $75.000 (0)  |
| Torneo $60.000 (5)  |
| Torneo $50.000 (0)  |
| Torneo $40.000 (0)  |
| Torneo $25.000 (6)  |
| Torneo $15.000 (1)  |
| Torneo $10.000 (3)  |

| N.  | Data              | Torneo                                                        | Superficie  | Avversaria in finale   | Punteggio        |
| 1.  | 8 agosto 2015     | ITF Ladies Future Vienna, Vienna                              | Terra rossa | Katharina Gerlach      | 6–3, 3–6, 6–1    |
| 2.  | 30 agosto 2015    | KELAG Ladies Open, Pörtschach am Wörther See                  | Terra rossa | Marie Bouzková         | 7–6(5), 6–1      |
| 3.  | 6 marzo 2016      | Hammamet Open, Hammamet                                       | Terra rossa | Vanda Lukács           | 6-3, 6-3         |
| 4.  | 19 febbraio 2017  | Hammamet Open, Hammamet                                       | Terra rossa | Laura Pigossi          | 6(5)–7, 6–2, 6–2 |
| 5.  | 13 maggio 2017    | SMA Cup Sant'Elia, Roma                                       | Terra rossa | Tereza Mrdeža          | 7–5, 6–0         |
| 6.  | 4 marzo 2018      | Circuito Feminino Future de Tênis, San Paolo                  | Terra rossa | Tamara Zidanšek        | 6–4, 3–6, 6–2    |
| 7.  | 23 giugno 2019    | ITF Women's Open Klosters, Klosters                           | Terra rossa | Nathaly Kurata         | 6–1, 6–3         |
| 8.  | 11 aprile 2021    | Bellinzona Ladies Open, Bellinzona                            | Terra rossa | Lucia Bronzetti        | 6-2, 6-3         |
| 9.  | 13 febbraio 2022  | TBC Porto Open, Porto                                         | Cemento (i) | Maja Chwalińska        | 6-3, 6(2)-7, 7-5 |
| 10. | 14 agosto 2022    | ITF World Tennis Tour Gran Canaria, San Bartolomé de Tirajana | Terra rossa | Nadia Podoroska        | 6-4, 6-3         |
| 11. | 2 ottobre 2022    | Open Internacional de San Sebastián, San Sebastián            | Terra rossa | Aliona Bolsova         | 6-3, 7-6(3)      |
| 12. | 13 agosto 2023    | ITF Disa Gran Canaria, Maspalomas                             | Terra rossa | Jéssica Bouzas Maneiro | 6-4, 6-4         |
| 13. | 29 settembre 2024 | ForteVillage ITF Trophy, Pula                                 | Terra rossa | Leonie Küng            | 3-6, 6-0, 6-2    |
| 14. | 6 aprile 2025     | ForteVillage ITF Trophy, Pula                                 | Terra rossa | Jessica Pieri          | 7-5, 6-0         |
| 15. | 20 aprile 2025    | Koper Open, Capodistria                                       | Terra rossa | Ekaterine Gorgodze     | 6-2, 6-2         |
| 16. | 27 aprile 2025    | Axion Open, Chiasso                                           | Terra rossa | Katarina Zavac'ka      | 6-1, 6-2         |

#### Sconfitte (16)
| Torneo $100.000 (1) |
| Torneo $80.000 (0)  |
| Torneo $75.000 (0)  |
| Torneo $60.000 (3)  |
| Torneo $50.000 (0)  |
| Torneo $40.000 (0)  |
| Torneo $25.000 (5)  |
| Torneo $15.000 (2)  |
| Torneo $10.000 (5)  |

| N.  | Data             | Torneo                                                 | Superficie  | Avversaria in finale    | Punteggio        |
| 1.  | 2 novembre 2014  | Heraklion Hellenic Zeus Circuit, Heraklion             | Cemento     | Dalma Gálfi             | 3-6, 0-6         |
| 2.  | 17 agosto 2015   | ITF Women's Circuit Graz, Graz                         | Terra rossa | Barbara Haas            | 6-1, 1-6, 2-6    |
| 3.  | 22 novembre 2015 | ITF Women's Circuit Casablanca, Casablanca             | Terra rossa | Corinna Dentoni         | 6(0)–7, 3–6      |
| 4.  | 13 marzo 2016    | Hammamet Open, Hammamet                                | Terra rossa | Isabella Šinikova       | 4-6, 4-6         |
| 5.  | 3 aprile 2016    | Hammamet Open, Hammamet                                | Terra rossa | Elena-Gabriela Ruse     | 4-6, 1-6         |
| 6.  | 21 agosto 2016   | Leipzig Open, Lipsia                                   | Terra rossa | Olesja Pervušina        | 6(4)–7, 6–3, 5–7 |
| 7.  | 15 gennaio 2017  | Hammamet Open, Hammamet                                | Terra rossa | María Teresa Torró Flor | 2–6, 2–6         |
| 8.  | 26 marzo 2017    | GD Tennis Academy, Antalya                             | Terra rossa | Olga Danilović          | 3-6, 2-6         |
| 9.  | 29 ottobre 2017  | Forte Village International Tournament, Pula           | Terra rossa | Jessica Pieri           | 4-6, 1-6         |
| 10. | 21 gennaio 2018  | USTA National Campus Pro Tennis Classic, Orlando       | Terra verde | Anhelina Kalinina       | 2-6, 6-3, 5-7    |
| 11. | 19 agosto 2018   | Leipzig Open, Lipsia                                   | Terra rossa | Varvara Flink           | 1-6, 2-6         |
| 12. | 31 marzo 2019    | Circuito Feminino Future de Tênis, Campinas            | Terra rossa | Danka Kovinić           | 2-6, 6-3, 3-6    |
| 13. | 8 settembre 2019 | Montreux Ladies Open, Montreux                         | Terra rossa | Olga Danilović          | 2-6, 3-6         |
| 14. | 4 maggio 2025    | Wiesbaden Tennis Open, Wiesbaden                       | Terra rossa | Anna Bondár             | 2-6, 4-6         |
| 15. | 1º giugno 2025   | Internazionali Femminili di Tennis di Brescia, Brescia | Terra rossa | Kaja Juvan              | 6(1)-7, 5-7      |
| 16. | 3 agosto 2025    | CTS Ladies Open Hechingen, Hechingen                   | Terra rossa | Nikola Bartůňková       | 5-7, 2-6         |

### Doppio

#### Vittorie (8)
| Torneo $100.000 (0) |
| Torneo $80.000 (0)  |
| Torneo $75.000 (0)  |
| Torneo $60.000 (0)  |
| Torneo $50.000 (0)  |
| Torneo $40.000 (0)  |
| Torneo $25.000 (1)  |
| Torneo $15.000 (0)  |
| Torneo $10.000 (7)  |

| N. | Data            | Torneo                                                       | Superficie  | Compagna           | Avversarie in finale                | Punteggio         |
| 1. | 28 agosto 2015  | KELAG Ladies Open, Pörtschach am Wörther See                 | Terra rossa | Mira Antonitsch    | Iva Primorać Janina Toljan          | 6–2, 6-1          |
| 2. | 6 dicembre 2015 | ITF Women's Circuit Il Cairo, Il Cairo                       | Terra rossa | Ana Bianca Mihăilă | Anna Morgina Patrycja Polańska      | 6–2, 6-4          |
| 3. | 16 gennaio 2016 | GD Tennis Cup, Adalia                                        | Terra rossa | Ágnes Bukta        | Ekaterine Gorgodze Sofia Kvatsabaia | 1–6, 6–4, [11–9]  |
| 4. | 6 febbraio 2016 | GD Tennis Cup, Adalia                                        | Terra rossa | Ágnes Bukta        | Daiana Negreanu Kyra Shroff         | 6–3, 6-4          |
| 5. | 5 marzo 2016    | Hammamet Open, Hammamet                                      | Terra rossa | Isabella Šinikova  | Julija Kalabina Polina Monova       | 7–5, 6–0          |
| 6. | 13 marzo 2016   | Hammamet Open, Hammamet                                      | Terra rossa | Naomi Totka        | Lina Ǵorčeska Isabella Šinikova     | 7–5, 1–6, [13–11] |
| 7. | 26 marzo 2016   | Hammamet Open, Hammamet                                      | Terra rossa | Isabelle Wallace   | Claudia Giovine Snehadevi Reddy     | 6–1, 6–3          |
| 8. | 25 maggio 2019  | Internazionali Femminili di Tennis Città di Caserta, Caserta | Terra rossa | Lizette Cabrera    | Elena Bogdan Vivien Juhaszová       | 6-3, 6-4          |

#### Sconfitte (5)
| Torneo $100.000 (0) |
| Torneo $80.000 (0)  |
| Torneo $75.000 (0)  |
| Torneo $60.000 (0)  |
| Torneo $50.000 (0)  |
| Torneo $40.000 (0)  |
| Torneo $25.000 (2)  |
| Torneo $15.000 (1)  |
| Torneo $10.000 (1)  |

| N. | Data              | Torneo                     | Superficie  | Compagna          | Avversarie in finale                  | Punteggio           |
| 1. | 10 gennaio 2016   | GD Tennis Academy, Antalya | Terra rossa | Anna Slovaková    | Nastja Kolar Jasmina Tinjić           | 6(5)-7, 6-3, [6-10] |
| 2. | 14 gennaio 2017   | Hammamet Open, Hammamet    | Terra rossa | Joséphine Boualem | Chloé Paquet María Teresa Torró Flor  | 4-6, 4-6            |
| 3. | 3 settembre 2017  | Trofeo CPZ, Bagnatica      | Terra rossa | Melanie Stokke    | Deborah Chiesa Martina Colmegna       | 3-6, 6-4, [6-10]    |
| 4. | 13 settembre 2024 | Reus Women's, Reus         | Terra rossa | Caroline Werner   | Ylena In-Albon María Portillo Ramírez | 4-6, 3-6            |
| 5. | 21 dicembre 2024  | Eves Open, Tauranga        | Cemento     | Elyse Tse         | Hiromi Abe Shiho Akita                | 2-6, 2-6            |